# 蒲鲁浑墓
蒲鲁浑墓，位于山东省淄博市淄川区黄家铺镇，是中华人民共和国山东省文物保护单位之一。
2006年12月7日，授予山东省文物保护单位，是一座古墓葬。